# The W.L.A. Girl
The W.L.A. Girl è un cortometraggio muto del 1918 diretto da Cecil M. Hepworth.

## Trama

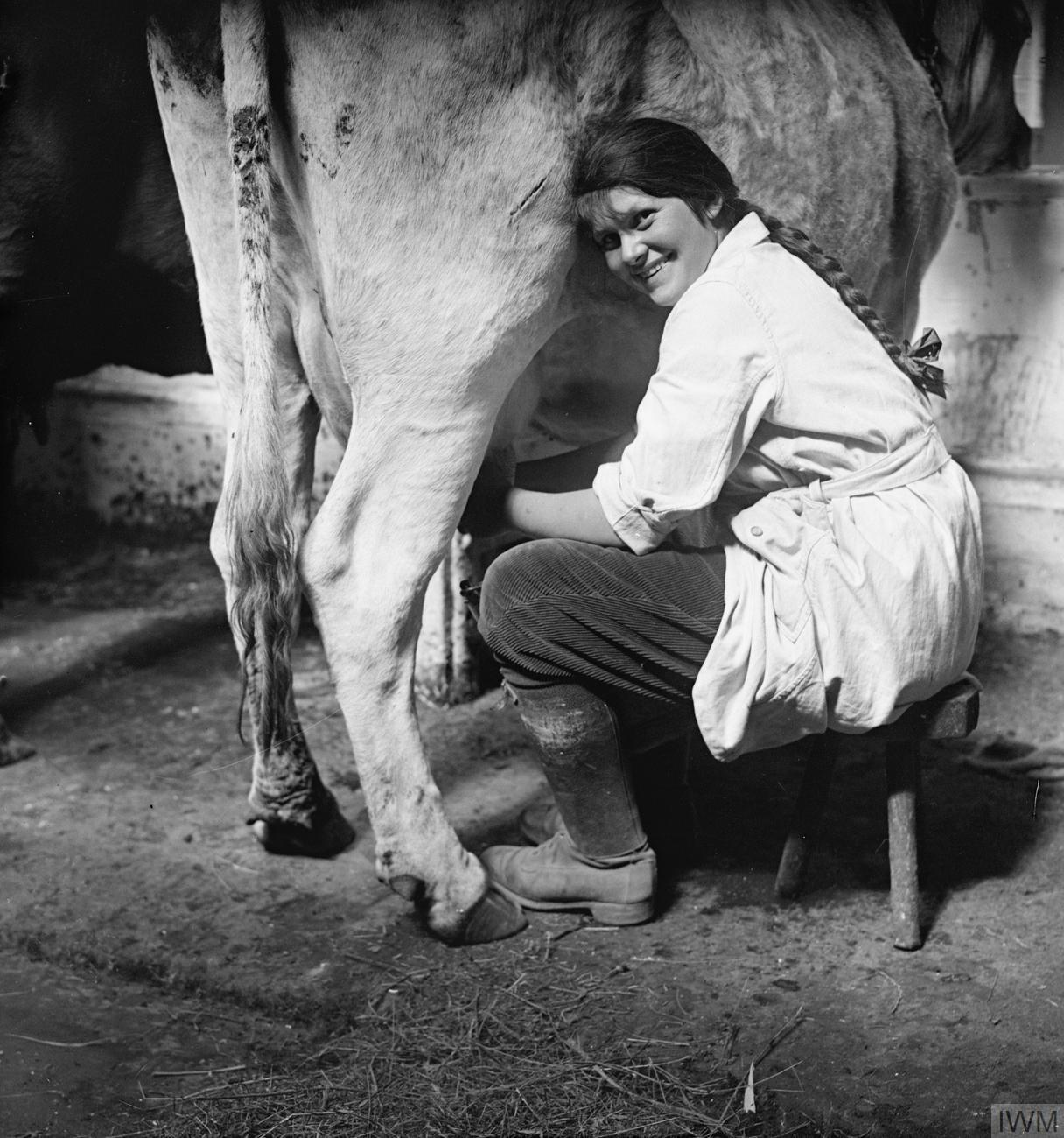
Ministry of Information First World War Official Collection: Una donna membro del Women's Land Army munge la vacca (Prima Guerra Mondiale). Collezione dell'Imperial War Museum

## Produzione
Il film, un corto di propaganda distribuito dal Ministero dell'Informazione, fu prodotto dalla Hepworth per illustrare l'attività delle donne coinvolte nel progetto Women's Land Army, un'organizzazione civile creata durante la prima guerra mondiale per far lavorare le donne nei campi sostituendo gli uomini assenti a causa della guerra. Le donne che lavoravano per la WLA erano comunemente chiamate Land Girl. Il nome Women's Land Army fu usato anche negli Stati Uniti per designare un'organizzazione il cui nome ufficiale era Woman's Land Army of America. La WLA fu usata anche nella seconda guerra mondiale.

## Distribuzione
Distribuito dal Ministry of Information, il film - un cortometraggio di 45,7 metri - uscì nelle sale cinematografiche britanniche nel luglio 1918.
Si pensa che sia andato distrutto nel 1924 insieme a gran parte degli altri film della Hepworth. Il produttore, in gravissime difficoltà finanziarie, pensò in questo modo di poter almeno recuperare l'argento dal nitrato delle pellicole.